# Фока — на все руки дока
«Фо́ка — на все руки до́ка» — советский рисованный мультипликационный фильм, выпущенный студией «Союзмультфильм» в 1972 году. Продолжительность — 19 минут 42 секунды. Мультфильм снят по сказке Евгения Пермяка.

## Сюжет
Царь Балдей, пожелав выдать свою красавицу-дочь Белёну замуж, объявил соревнование, предварительно избавившись от главного претендента на её руку — своего воеводы, услав его с войском за тридевять земель.
Два иноземных жениха поочерёдно получили три задания — спасти гороховое поле от ворон, убрать с дороги невероятных размеров валун и избавить царство от нашествия волков. Справиться с заданиями смог лишь главный герой истории — местный кузнец Фока. Благодаря взвешенному подходу, смекалке и неизменной присказке «Тут надо технически» он изящно решил все три «задачки», но от награды в виде руки царевны Белёны отказался, поскольку у него уже есть жена и семеро сыновей.
Пока шло соревнование, из похода вернулся воевода, суженый Белёны. Иноземные женихи ушли, забрав несколько сувениров, а Балдей смирился с выбором дочери. Фока же на подаренный царём рубль купил леденцов для сыновей.

## Создатели
| Автор сценария             | Леонид Белокуров |
| Режиссёр                   | Роман Давыдов |
| Редактор                   | Аркадий Снесарев |
| Художники-постановщики     | Александр Винокуров, Пётр Репкин |
| Оператор                   | Елена Петрова |
| Композитор                 | Юрий Буцко |
| Звукооператор              | Георгий Мартынюк |
| Монтажёр                   | Любовь Георгиева |
| Художники-мультипликаторы: | Владимир Зарубин, Виктор Арсентьев, Олег Комаров, Леонид Каюков, Виктор Лихачёв, Валентин Кушнерёв, Фёдор Елдинов                                          |
| Роли озвучивали:           | Фока — Пётр Вишняков Белёна — Люсьена Овчинникова Царь Балдей — Анатолий Папанов Шут — Георгий Милляр Жених-вояка — Александр Баранов (в титрах не указан) |
| Ассистент режиссёра        | Наталия Сумарокова |
| Директор картины           | Любовь Бутырина |

- Создатели приведены по титрам мультфильма.

## Аудиоиздания
В 1990-е годы на аудиокассетах изданием Twic Lyrec была выпущена аудиосказка по одноимённому мультфильму с текстом Александра Пожарова.